# Esporte no Interior Paulista
O esporte no interior paulista é comandado pela Secretaria de Esporte, Lazer e Turismo do estado de São Paulo (SELT-SP).
Sua maior competição é o Jogos Abertos do Interior "Horácio Baby Barioni", geralmente realizados em novembro.
E ainda realiza em julho os Jogos Regionais em 8 regiões esportivas do estado.
Os melhores colocados nos Jogos Regionais garantem vaga nos Jogos Abertos do Interior, e os melhores colocados nos Jogos Abertos do Interior se classificam para os Jogos Abertos Brasileiros.
Os Jogos são responsáveis pela revelação de vários talentos esportivos.